# Ciclón Mahina
El ciclón Mahina fue el más mortal en la historia registrada de Australia. El 4 de marzo de 1899, golpeó la bahía Bathurst, península del Cabo York, Queensland, y sus vientos y marejadas se combinaron para matar a más de 300 personas.
La Organización Meteorológica Mundial actualmente está considerando una solicitud de científicos e investigadores de Queensland, para actualizar la presión más baja oficial de Mahina, a 880 hPa. Eso lo convertiría en el ciclón más intenso que se haya registrado en el continente australiano.

## Impacto

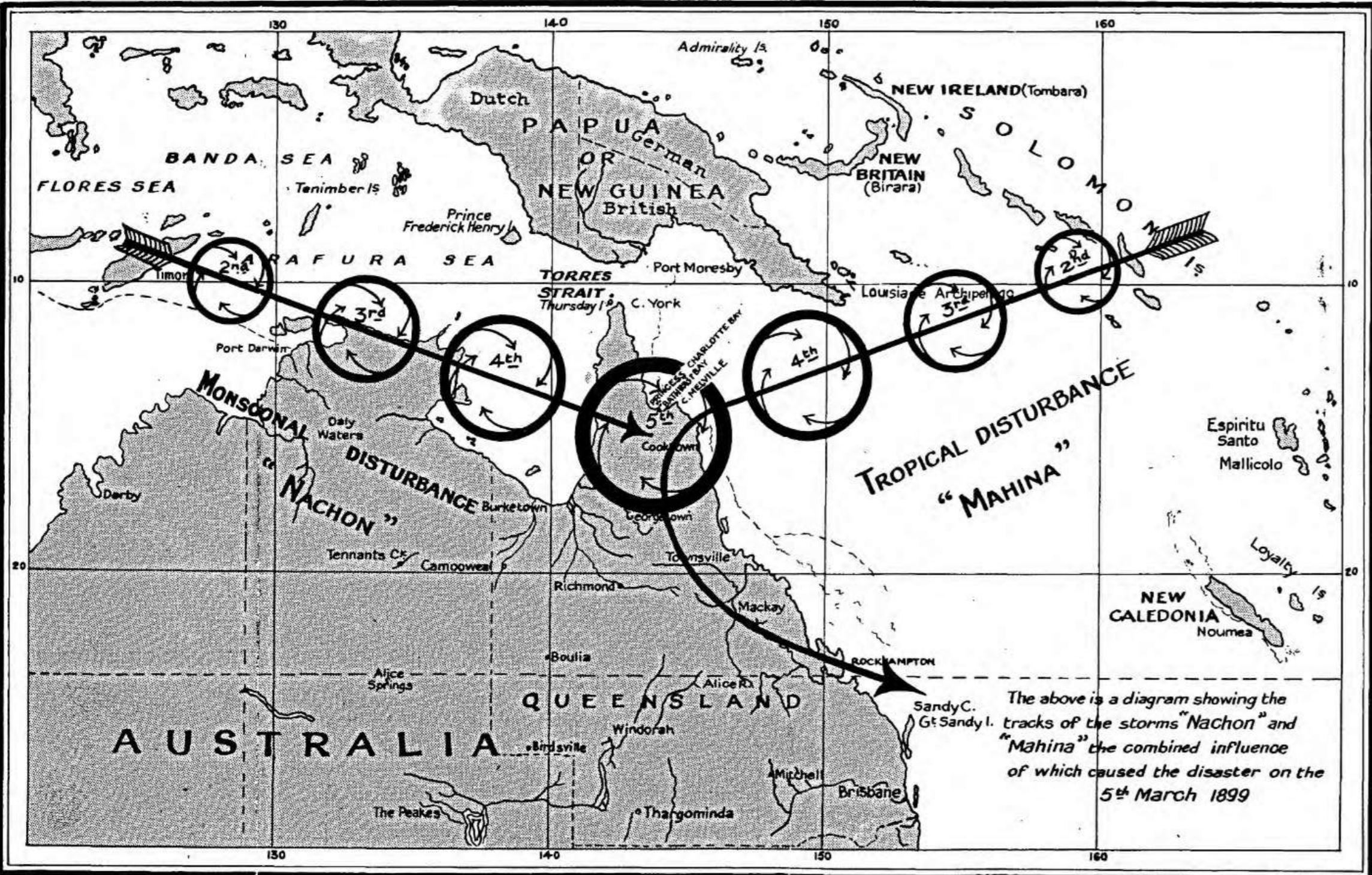
Senda de tormentad del ciclón Mahina, 1899.

El ciclón tropical Mahina golpeó el 4 de marzo de 1899. Mahina quizás se encuentre entre los ciclones más intensos observados en el Hemisferio Sur y casi con toda certeza como el ciclón más intenso observado en los Estados orientales de Australia como historia registrada. Clement Lindley Wragge, meteorólogo gubernamental de Queensland fue pionero en nombrar tales tormentas y le dio su nombre a esta tormenta, Mahina.
Tales tormentas ocurren extremadamente poco. Los científicos identificaron otros dos superciclones de categoría 4 o 5 en la primera mitad del siglo XIX a partir de sus efectos sobre la Gran Barrera de Coral y el Golfo de Carpentaria. Esta misma investigación muestra que, en promedio, estos superciclones ocurren en la región solo una vez cada dos o tres siglos.
Una flota de perleros, con sede en isla Thursday, Queensland, anclado en o cerca de la bahía antes de la tormenta. En una hora, la tormenta llevó gran parte de la flota a tierra o hacia la Gran Barrera de Coral; otros buques se hundieron en sus anclajes. Se perdieron cuatro goletas y el buque faro tripulado Channel Rock. Otras dos goletas naufragaron pero luego volvieron a flotar. Las flotas perdieron 54 lugres, y otras 12 naufragaron, pero volvieron a flotar. Más tarde, la gente rescató a más de 30 sobrevivientes de los barcos naufragados de la costa; sin embargo, la tormenta mató a más de 400 personas, en su mayoría miembros de la tripulación de inmigrantes no europeos. una representación de la goleta "Crest of the Wave" en la tormenta se puede ver aquí.
Una marejada ciclónica, reporteada de 13 m, barrió a través de la bahía Princesa Charlotte y luego hacia el interior unos 5 km, destruyendo todo lo que quedaba de la flota de perleros de la bahía Bathurst y el asentamiento.
Un testigo ocular, el condestable J. M. Kenny, informó que una marejada ciclónica de 15 m barrió su campamento en Barrow Point en lo alto de un cerrito de 12 m de altura y alcanzó 5 km hacia el interior, la mayor marejada ciclónica registrada. Sin embargo, al revisar la evidencia de este aumento, algunos científicos en base a la presión central de 914 hPa, modelaría un aumento de olas de solo 2 a 3 m en altura. También inspeccionaron la zona, buscando escarpes y precipicios característicos de eventos de tormenta pero no encontraron ninguno más alto que 5 m.  Con una cresta de ola de 15 m, sugieren un nivel de suelo incorrectamente citado o una implicación de inundaciones de agua dulce (lluvia). Un estudio posterior considera que esta conclusión posiblemente sea prematura y cuestiona la lectura del barómetro como considerada no confiable y como no representativa de la presión más baja. Este estudio posterior también examinó nueva evidencia de marejadas e inundaciones excepcionalmente altas.
El ciclón continuó hacia el sudoeste de la península del Cabo York, emergiendo en el golfo de Carpentaria antes de volver y disiparse el 10 de marzo.

## Decesos
No se conoce el número exacto de víctimas, ya que no se tomó registro de muchas muertes. Las estimaciones oscilan entre 307 a 410.
En septiembre de 1899, el Departamento de Marina de Queensland publicó una lista de 247 muertes conocidas. El Registro de nacimientos, defunciones y matrimonios de Queensland tiene 283 muertes registradas atribuidas al ciclón, incluidas 250 en barcos perleros. Uno de los propietarios de la flota perlera estimó que otras 30 personas no registradas oficialmente como tripulantes fueron muertas y no se informó al Registro de Cooktown.
Alrededor de cien originarios australianos fueron muertos pero no se registró, ya que los indígenas no se contaban como parte de la población en ese momento. Habían tratado de ayudar a los náufragos, pero la corriente los atrapó y los arrojó al mar. Solo ocho indígenas se registraron entre las víctimas, todas las cuales murieron en tierra.
El Atlas Histórico de Queensland informa el número de muertos como "307 buceadores y marineros de perlas y un número no reportado de originarios".

## Repercusiones
La gente encontró miles de peces y algunos tiburones y delfines varios km tierra adentro, y las tormentas incrustaron rocas en los árboles. En la isla Flinders, Queensland, la gente encontró delfines en los acantilados de 15 m; sin embargo, este hallazgo no necesita indicar un aumento de esta altura; en ese sitio expuesto, la aceleración de la onda fácilmente puede producir estos resultados incluso dentro del pico calculado más modesto.
En el cabo Melville, los sobrevivientes erigieron una piedra conmemorativa para los perleros perdidos por el ciclón, nombrando a once europeos pero solo citando a "más de 300 hombres de color" para el listado de otros marineros.  La iglesia anglicana en la isla Thursday, de Queensland, también conmemoró este desastre.

## Presiones barométricas
Los informes contemporáneos varían considerablemente en las presiones barométricas informadas más bajas. La presión registrada en la goleta Olive razonablemente y consistentemente muestra las presiones más bajas registradas: de 1002 a 985 hPa o entre 982 a 985 hPa. En una variante adicional, "durante la pausa en el huracán, el barómetro en el Olive registró" 1006 a 985 hPa.
La mayoría de las fuentes registran a las observaciones de la goleta Crest of the Wave, tales como 910 hPa Informes más modernos, de una observación de 610 hPa, de un buque en el ojo de Mahina aparentemente carecen de relación con los registros contemporáneos.
Un autor acepta el reporte de 990 hPa del Olive y los 910 hPa del Crest of the Wave, aparentemente inconsciente de los informes discrepantes. Estimó la trayectoria del ciclón a partir de los informes de daños, colocándolo directamente sobre la posición de la "Crest of the Wave". El  Olive  al norte falló el centro. La separación entre estas goletas explica la diferencia entre sus respectivas mediciones de presión. Él calcula la presión central, estandarizada para la temperatura, como 914 hPa.
Un estudio en 2014, encontró la presión más baja, tal vez alrededor de 880 hPa, en base al modelado de las variables meteorológicas necesarias para inducir una marejada ciclónica potencialmente récord mundial de 13 m; y, ese aumento coincide estrechamente con la nueva evidencia sobre las deposiciones de tormentas y sus registros, realmente informaron otros dos capitanes y en una carta a sus padres, de una lectura de 880 hPa. Este estudio considera el informe aparentemente de tercera mano de 910 hPa, una medida no necesariamente confiable tal vez hecha cinco horas antes del paso del ojo.
En comparación, en 1974, el pequeño ciclón Tracy devastó a Darwin, Territorio del Norte, con una presión central de 950 hPa. La presión barométrica tan baja en el nivel medio del mar también probablemente causó que el ciclón Mahina creara una marejada ciclónica mundial tan intensa, fenomenal y que no se conocería en lo sucesivo.

## En la cultura popular
En 2008, Ian Townsend publicaría "The Devil's Eye: a novel (El ojo del diablo: una novela)" como una novela de ficción histórica basada en el ciclón Mahina. La novela fue desarrollada como parte de su beca de investigación en la Biblioteca Estatal de Queensland.